# Bendern
Bendern est un village du Liechtenstein, sur le territoire de la commune de Gamprin. C'est l'un des plus anciens du pays.

## Le comté de Bendern
Maurice de Forest (en) acquiert entre les deux guerres mondiales le domaine de Bendern, où il est naturalisé citoyen du Liechtenstein le 22 août 1932, puis reçoit du prince de Liechtenstein le titre héréditaire de comte de Bendern le 9 janvier 1936.
Fils naturel du baron Maurice de Hirsch et de l'artiste de cirque Juliette Deforest, née Arnold (1860-1882), Maurice-Arnold Deforest (né le 9 janvier 1879 à Paris, rue Legendre) est adopté le 16 juin 1887 par Clara de Hirsch, née Bischoffsheim, la veuve du baron. Maurice-Arnold Deforest sera rebaptisé « Maurice Arnold de Forest-Bischoffsheim » et titré « baron de Forest » en 1899 par l'empereur François-Joseph d'Autriche, puis « comte de Bendern » en 1936 par le prince souverain François Ier.
Après des études en Angleterre (Eton et Oxford), il embrasse une carrière politique (Parlementaire représentant West-Ham dans la banlieue de Londres), tout en assumant son service militaire comme officier. Lors de la Première Guerre mondiale, il est lieutenant-commander dans la Royal Navy. 
Au Liechtenstein, il devient conseiller diplomatique d’État et reçoit la Grand-Croix de l'ordre du mérite de Liechtenstein. Il s'installe à Vaduz.
Dans ses différentes propriétés, il constitue une collection de tableaux d'art où l'on compte des œuvres de Murillo, Titien, Greuze, Breughel et Van Dyck. Le 30 juin 1950, il lègue à la Ville de Paris le château de Beauregard, sur la commune de La Celle-Saint-Cloud dans les Yvelines, qu'il avait hérité de son père Maurice de Hirsch, avec des conditions exigeantes concernant les logements sociaux, la pratique sportive pour la jeunesse et le maintien des espaces verts. Maurice-Arnold de Forest meurt le 6 octobre 1968 à Biarritz.

## Géographie
Le village est situé au bord du Rhin et de l'Eschnerberg, à proximité de Gamprin et de la frontière suisse. Il est relié au village suisse de Haag, un hameau de Sennwald, par un pont routier construit en 1868.

## Sport
Chaque mois de juin depuis 2000, le village est le point de départ du marathon alpin du Liechtenstein.